# Helsby
Helsby är en ort och civil parish i Storbritannien.   Den ligger i kommunen Cheshire West and Chester i riksdelen England, i den centrala delen av landet, 260 km nordväst om huvudstaden London. Helsby ligger 19 meter över havet och antalet invånare är 4 806.
Terrängen runt Helsby är platt. Runt Helsby är det tätbefolkat, med 286 invånare per kvadratkilometer. Närmaste större samhälle är Runcorn, 7,9 km norr om Helsby. Trakten runt Helsby består i huvudsak av gräsmarker.